# Türk Ocakları
Türk Ocakları (turc, significat: "Llars turques") fou una organització social i cultural de Turquia del temps otomans i inicis de la república, fundada el 1912 a Constantinoble.

## Història i ideologia
Tenia com a objectiu difondre la ideologia nacionalista turca per mitjà d'activitats socials i culturals, durant el final de l'Imperi Otomà fou l'única organització efectiva panturca, i va arribar a tenir seus al Caucas i Turquestan. Va establir biblioteques a totes les seves seus, durant la Guerra d'independència turca va donar suport a Kemal Atatürk, ajudant al reclutament dels joves, però a principis de la dècada de 1920 es va anar desactivant fins a la seva reconstrucció en el primer congrés, en 1924, en què es va decidir defensar la cultura turca i les reformes d'Atatürk, i la cooperació amb el Partit Republicà del Poble. Fou suprimida el 1931.
Va publicar la revista Türk Yurdu (Pàtria turca). En 1932 la va substituir l'organització Halk Evleri que en 1940 es va complementar amb Halk Odaları als pobles rurals, amb els mateixos objectius però com a filials del Partit Republicà del Poble. Tanmateix, el 1949 va ressuscitar i encara funciona actualment. Té la seu central a Ankara.